# T. H. Rigby
T. H. Rigby (1925-2011) fue un historiador australiano, interesado en el estudio de la Unión Soviética.

## Biografía
Nació en 1925 en Coburg (Melbourne). Rigby, que estudió en la Universidad de Melbourne, falleció en 2011. Entre sus obras se encontraron títulos como Communist Party Membership in the U.S.S.R., 1917-1967 (1968) y Lenin's Government: Sovnarkom 1917-1922 (1979).